# Landtagswahl in Liechtenstein 2021
- FL: 3
- VU: 10
- FBP: 10
- DpL: 2

Die Landtagswahl in Liechtenstein 2021 fand am 7. Februar 2021 statt. Gewählt wurden die 25 Abgeordneten für den Landtag, das Einkammerparlament Liechtensteins.

## Wahlsystem
Die 25 Landtagsabgeordneten werden in offener Listenwahl im Verhältniswahlrecht aus zwei Wahlkreisen gewählt, dem Oberland mit 15 Sitzen und dem Unterland mit 10 Sitzen. Die Sperrklausel liegt bei 8 % landesweit.

## Ausgangslage
- FL: 3
- VU: 8
- FBP: 9
- DpL: 3
- DU: 2

Bei der Wahl 2017 gewann die Fortschrittliche Bürgerpartei in Liechtenstein (FBP) die relative Mehrheit. Sie bildete gemeinsam mit der Vaterländischen Union (VU) eine Regierung. Regierungschef wurde Adrian Hasler. Er verkündete, 2021 nicht mehr für das Amt bereitzustehen. Während der Legislaturperiode trat vorübergehend ein Abgeordneter (Johannes Kaiser) aus der FBP-Fraktion aus, wodurch sie ihre Mehrheit innerhalb der Koalition verlor.
2018 gründeten sich aus drei ausgetretenen Abgeordneten der Unabhängigen (du) die Demokraten pro Liechtenstein (DpL). Diese bildeten die Neue Fraktion (NF), während die übrigen zwei Abgeordneten der Unabhängigen fraktionslos wurden, da es für eine Fraktion dreier Abgeordneter bedarf.

## Parteien und Kandidaten
Die fünf bisher im Landtag vertretenen Parteien traten mit einer Rekordzahl von insgesamt 75 Kandidaten (23 Frauen und 52 Männer) für die 25 Sitze zur Wahl an. Dabei nominierten die beiden Regierungsparteien erstmals in beiden Wahlkreisen weniger Kandidaten, als Sitze zu vergeben waren. Die VU stellte 22 Kandidaten, die FBP 20, die DpL 16, die FL 12 und die DU 5.
Das Wahlziel der FBP und der VU war jeweils stärkste Kraft zu werden und den Regierungschef stellen zu können. Beide Parteien strebten eine Fortsetzung der grossen Koalition an und traten daher jeweils mit einem nur dreiköpfigen Spitzenkandidaten-Team an, das nach der Wahl für die fünfköpfige Regierung vorgesehen wäre. Dem kleineren Koalitionspartner würden demnach zwei Regierungsratssitze zugestanden werden. Die FL und die DpL erklärten das erneute Erreichen der Fraktionsstärke als Wahlziel, die Unabhängigen strebten den Wiedereinzug in den Landtag an.
Der amtierende Regierungschef Adrian Hasler (FBP) und Regierungsrat Mauro Pedrazzini (FBP) verzichteten nach acht Jahren auf eine erneute Regierungskandidatur. Die FBP nominierte mit Sabine Monauni erstmals eine Frau als Regierungschefkandidatin. Als weitere Kandidaten für die Regierung nominierte sie Katrin Eggenberger (bisher) und Manuel Frick. Für die VU trat Regierungschef-Stellvertreter Daniel Risch als Regierungschefkandidat an, Dominique Hasler (bisher) und Graziella Marok-Wachter komplettierten das Regierungskandidatenteam. Die Freie Liste verzichtete im Unterschied zu 2017 auf die Nomination eines Regierungskandidaten. Die Regierungskandidaten standen selbst nicht für den Landtag zur Wahl, sollten jedoch als mögliche Regierungsräte nach der Wahl die jeweiligen Parteien im Wahlkampf repräsentieren, zumal diese das Hauptwahlmotiv für die Wähler der Grossparteien darstellen.

## Wahlergebnis
Die folgende Tabelle gibt die Verteilung der Stimmen auf die Parteien wieder. In den Wahlkreisen Oberland und Unterland waren 15 bzw. 10 Sitze zu besetzen, daher hatten die Wähler im Oberland 15 Stimmen und die Wähler im Unterland 10 Stimmen zu vergeben.
Die Vaterländische Union (VU) gewann die Wahl denkbar knapp vor der Fortschrittlichen Bürgerpartei (FBP) mit je 35,9 % der Stimmen und je 10 Sitzen. Nach dem provisorischen Endergebnis holte die VU 23 Parteistimmen mehr als die FBP, die Nachzählung ergab einen Vorsprung von 42 Stimmen. Rechnerisch wurde die FBP jedoch von rund 100 Wählern (0,6 %) mehr gewählt. Die Diskrepanz ergab sich dadurch, dass auf das aufsummierte Parteistimmenergebnis die Wähler im Oberland mit 15 Stimmen pro Wahlzettel ein höheres Gewicht hatten als die Wähler im Unterland mit 10 Stimmen pro Person.
| Partei | Partei                              | Stimmen | Stimmen | Stimmen | Sitze  | Sitze |
| Partei | Partei                              | Anzahl  | %       | +/−     | Anzahl | +/−   |
| ------ | ----------------------------------- | ------- | ------- | ------- | ------ | ----- |
|        | Vaterländische Union (VU)           | 72'361  | 35,9    | +2,1    | 10     | +2    |
|        | Fortschrittliche Bürgerpartei (FBP) | 72'319  | 35,9    | +0,6    | 10     | +1    |
|        | Freie Liste (FL)                    | 25'943  | 12,9    | +0,2    | 3      | 0     |
|        | Demokraten Pro Liechtenstein (DpL)  | 22'456  | 11,1    | +11,1   | 2      | +2    |
|        | Die Unabhängigen (DU)               | 8'556   | 4,2     | −14,6   | 0      | −5    |
| Summe  | Summe                               | 201'770 | 100,0   |         | 25     |       |

Die Wahlbeteiligung lag stabil bei 78,0 %.

## Nach der Wahl
Beide Grossparteien sahen das Wahlresultat als Auftrag zur Fortsetzung der grossen Koalition, die schon vor der Wahl als bevorzugte Variante genannt wurde, und benannten wenige Tage nach der Wahl Sondierungsdelegationen. Die FBP gratulierte zunächst der VU zum Wahlsieg und erkannte deren Anspruch auf den Posten des Regierungschefs an. Nachdem sich bei der FBP der Standpunkt von Politologe Wilfried Marxer (Liechtenstein-Institut) durchgesetzt hatte, wonach die FBP trotz der aufgrund des Wahlsystems geringeren Parteistimmenzahl tatsächlich die meisten Wähler auf sich vereinigen konnte, beharrte sie darauf, dass keine Partei den Wahlsieg und den Führungsanspruch für sich alleine beanspruchen kann. Knapp zwei Wochen nach der Wahl unterstrich die FBP, dass sie der VU den Posten des Regierungschefs zwar weiterhin zubilligt, aber als Ausgleich die Sitzmehrheit in der Regierung und/oder das Landtagspräsidium (die traditionell ebenfalls dem Wahlsieger zustehen) fordert. Eine erwartete schnelle Regierungsbildung wurde nun als unwahrscheinlich angesehen.
Nach Abschluss der Koalitionsverhandlungen wurde am 25. März 2021 die neue Regierung unter Daniel Risch (VU) vereidigt.